# Stoke (Plymouth)
Stoke (ou anciennement Stoke Damerel) est un quartier de la ville de Plymouth, dans le Devon, au Royaume-Uni.

## Histoire
En 1844, Stoke Damerel est une paroisse du Hundred de Roborough attenant à Plymouth et comprenant Devonport. Mais en 1914, Plymouth, Devonport et Stonehouse fusionnent pour ne former plus que la ville de Plymouth, comme on l’a connaît dorénavant. L’église de la ville est remarquable pour son architecture et son histoire. La période de prospérité que connaît la ville durant l’époque victorienne mène à la prolifération des domaines privés, qui existent encore de nos jours. Aujourd’hui, Stoke est densément peuplé et traversé par la ligne ferroviaire reliant Paddington à Penzance.

### Personnalités notables liées à la ville
- Mary Fergusson, première femme membre de l’Institution of Civil Engineers, née dans la ville.
- Lawrence Halsted, officier de marine, né dans la ville.
- Tobias Furneaux, premier homme à faire le tour du monde dans les deux sens, né dans la ville.
- Robert Falcon Scott, explorateur antarctique, né dans la ville.

### Éducation
L’école primaire de la ville accueillait environ 300 enfants en 2012. Tandis que l’école du secondaire, le Devonport High School for Boys (en), attire des étudiants de toute la région et même des Cornouailles.

### Démographie
En 2011, la ville comptait 13 861 habitants.